# Libor Filipi
Libor Filipi (* 18. leden 1958, Polička) byl starším referentem specialistou 1. oddělení 1. odboru Hlavní správy vojenské kontrarozvědky (III. správa SNB) – složky československé tajné policie v hodnosti majora.
V roce 1981 absolvoval Vysokou vojenskou školu týlového a technického zabezpečení Žilina v hodnosti poručíka, vstoupil do služebního poměru vojáka z povolání a byl převelen do podřízenosti velitele 10. letecké armády. Od roku 1981 do roku 1984 sloužil jako náčelník proviantní služby 21. letištního praporu 10. letecké armády.
Dne 27. září 1984 byl zaregistrován jako tajný spolupracovník vojenské kontrarozvědky v kategorii DŮVĚRNÍK a zahájil tak strmý kariérní růst. Již 15. 10. 1984 byl převeden k dalšímu výkonu služby z ČSLA k vojenské kontrarozvědce (součást Ministerstva vnitra) a 1. 11. 1984 se stal starším referentem spojovacího provozního střediska 1. odboru Hlavní správy vojenské kontrarozvědky.
Ve své funkci se zjevně osvědčil, protože po roce nastoupil 2. 9. 1985 půlroční internátní rekvalifikační postgraduální studium pro příslušníky VKR na fakultě StB Vysoké školy SNB v Praze. V průběhu tohoto postgraduálního studia vstoupil nadporučík Filipi do řad Komunistické strany Československa – nejprve 9. 1. 1984 jako kandidát, členem se stal 16. 1. 1986.
Dne 1. 1. 1988 se stal starším referentem specialistou 1. oddělení 1. odboru Hlavní správy vojenské kontrarozvědky Ministerstva vnitra - krycí označení této složky StB bylo III. správa SNB, v listopadu téhož roku pak byl přemístěn ve stejné funkci do odboru HS VKR FMNO a GŠ ČSLA – tedy složky StB, která hlídala ministerstvo obrany a generální štáb.